# Olympische Sommerspiele 1992/Kanu – Zweier-Kajak 500 m (Männer)
Die Wettkämpfe im Zweier-Kajak über 500 Meter bei den Olympischen Sommerspielen 1992 wurden vom 3. bis 7. August 1992 im spanischen Küstenort Castelldefels ausgetragen. 
Olympiasieger wurden die Deutschen Kay Bluhm und Torsten Gutsche, die auch über 1000 Meter erfolgreich waren.

## Ergebnisse

### Vorläufe
Die jeweils ersten zwei Boote qualifizierten sich direkt für das Halbfinale, die restlichen Boote für die Hoffnungsläufe.

#### Vorlauf 1
| Rang | Athleten                           | Nation      | Zeit        |
| ---- | ---------------------------------- | ----------- | ----------- |
| 1    | Maciej Freimut Wojciech Kurpiewski | Polen       | 1:34,76 min |
| 2    | Antonio Rossi Bruno Dreossi        | Italien     | 1:35,04 min |
| 3    | Jesper Staal Thor Nielsen          | Dänemark    | 1:37,85 min |
| 4    | Jan-Dirk Nijkamp Marc Weijzen      | Niederlande | 1:40,58 min |
| 5    | Juan Labrin Fernando Chaparro      | Argentinien | 1:41,77 min |
| 6    | Ferenc Csipes Zsolt Gyulay         | Ungarn      | 1:41,85 min |
| 7    | Álvaro Koslowski Jefferson Lacerda | Brasilien   | 1:43,23 min |
| 8    | Olivier Lasak Philippe Aubertin    | Frankreich  | 1:49,42 min |

#### Vorlauf 2
| Rang | Athleten                           | Nation      | Zeit        |
| ---- | ---------------------------------- | ----------- | ----------- |
| 1    | Kay Bluhm Torsten Gutsche          | Deutschland | 1:33,95 min |
| 2    | Mikko Kolehmainen Olli Kolehmainen | Finnland    | 1:35,75 min |
| 3    | Kalle Sundqvist Gunnar Olsson      | Schweden    | 1:35,84 min |
| 4    | Daniel Collins Andrew Trim         | Australien  | 1:36,07 min |
| 5    | Ian Ferguson Paul MacDonald        | Neuseeland  | 1:36,43 min |
| 6    | José da Silva Joaquim Queiróz      | Portugal    | 1:37,73 min |
| 7    | Antoon De Brauwer Bart Stalmans    | Belgien     | 1:41,84 min |
| 8    | Luk Kwok Sun Chung Chi Lok         | Hongkong    | 1:54,10 min |

#### Vorlauf 3
| Rang | Athleten                     | Nation             | Zeit        |
| ---- | ---------------------------- | ------------------ | ----------- |
| 1    | Michael Harbold Peter Newton | Vereinigte Staaten | 1:32,42 min |
| 2    | Romică Șerban Geza Magyar    | Rumänien           | 1:32,60 min |
| 3    | Juraj Kadnár Róbert Erban    | Tschechoslowakei   | 1:33,45 min |
| 4    | Peter Ribe Thomas Roander    | Norwegen           | 1:33,84 min |
| 5    | Ivan Lawler Grayson Bourne   | Großbritannien     | 1:36,00 min |
| 6    | Alan Carey Conor Holmes      | Irland             | 1:41,51 min |
| 7    | Ju Jong-gwan Park Ki-jung    | Südkorea           | 1:45,73 min |
| 8    | Koutoua Abia Drissa Traouré  | Elfenbeinküste     | 1:46,95 min |

#### Vorlauf 4
| Rang | Athleten                              | Nation         | Zeit        |
| ---- | ------------------------------------- | -------------- | ----------- |
| 1    | Serhij Kalesnik Anatoli Tischtschenko | Vereintes Team | 1:31,57 min |
| 2    | Juan José Roman Juan Manuel Sánchez   | Spanien        | 1:33,61 min |
| 3    | Kenneth Padvaiskas Jason Rusu         | Kanada         | 1:34,33 min |
| 4    | Herman Kotze Bennie Reynders          | Südafrika      | 1:37,44 min |
| 5    | Milko Kasanow Petar Godew             | Bulgarien      | 1:39,36 min |
| 6    | Abdul Razak Abdul Karim               | Indonesien     | 1:43,81 min |

### Hoffnungsläufe
Die ersten drei Boote der jeweiligen Hoffnungsläufe und der schnellere Vierte erreichten das Halbfinale.

#### Hoffnungslauf 1
| Rang | Athleten                      | Nation     | Zeit        |
| ---- | ----------------------------- | ---------- | ----------- |
| 1    | Jesper Staal Thor Nielsen     | Dänemark   | 1:31,22 min |
| 2    | Ferenc Csipes Zsolt Gyulay    | Ungarn     | 1:31,27 min |
| 3    | Kenneth Padvaiskas Jason Rusu | Kanada     | 1:32,11 min |
| 4    | Ian Ferguson Paul MacDonald   | Neuseeland | 1:32,28 min |
| 5    | Peter Ribe Thomas Roander     | Norwegen   | 1:33,67 min |
| 6    | Abdul Razak Abdul Karim       | Indonesien | 1:41,23 min |
| 7    | Ju Jong-gwan Park Ki-jung     | Südkorea   | 1:43,54 min |
| 8    | Luk Kwok Sun Chung Chi Lok    | Hongkong   | 1:48,20 min |

#### Hoffnungslauf 2
| Rang | Athleten                           | Nation         | Zeit        |
| ---- | ---------------------------------- | -------------- | ----------- |
| 1    | Kalle Sundqvist Gunnar Olsson      | Schweden       | 1:31,12 min |
| 2    | José da Silva Joaquim Queiróz      | Portugal       | 1:33,57 min |
| 3    | Ivan Lawler Grayson Bourne         | Großbritannien | 1:33,96 min |
| 4    | Jan-Dirk Nijkamp Marc Weijzen      | Niederlande    | 1:36,00 min |
| 5    | Herman Kotze Bennie Reynders       | Südafrika      | 1:36,50 min |
| 6    | Álvaro Koslowski Jefferson Lacerda | Brasilien      | 1:37,15 min |
| 7    | Koutoua Abia Drissa Traouré        | Elfenbeinküste | 1:47,72 min |

#### Hoffnungslauf 3
| Rang | Athleten                        | Nation           | Zeit        |
| ---- | ------------------------------- | ---------------- | ----------- |
| 1    | Juraj Kadnár Róbert Erban       | Tschechoslowakei | 1:32,14 min |
| 2    | Daniel Collins Andrew Trim      | Australien       | 1:32,14 min |
| 3    | Olivier Lasak Philippe Aubertin | Frankreich       | 1:32,51 min |
| 4    | Milko Kasanow Petar Godew       | Bulgarien        | 1:33,42 min |
| 5    | Antoon De Brauwer Bart Stalmans | Belgien          | 1:33,51 min |
| 6    | Alan Carey Conor Holmes         | Irland           | 1:37,37 min |
| 7    | Juan Labrin Fernando Chaparro   | Argentinien      | 1:37,70 min |

### Halbfinalläufe
Die ersten vier Boote des jeweiligen Halbfinals und der zeitbessere Fünfte erreichten das Finale.

#### Halbfinale 1
| Rang | Athleten                              | Nation             | Zeit        |
| ---- | ------------------------------------- | ------------------ | ----------- |
| 1    | Antonio Rossi Bruno Dreossi           | Italien            | 1:29,36 min |
| 2    | Serhij Kalesnik Anatoli Tischtschenko | Vereintes Team     | 1:29,43 min |
| 3    | Kalle Sundqvist Gunnar Olsson         | Schweden           | 1:29,76 min |
| 4    | Michael Harbold Peter Newton          | Vereinigte Staaten | 1:29,80 min |
| 5    | Ferenc Csipes Zsolt Gyulay            | Ungarn             | 1:29,85 min |
| 6    | Daniel Collins Andrew Trim            | Australien         | 1:31,99 min |
| 7    | Ivan Lawler Grayson Bourne            | Großbritannien     | 1:32,38 min |
| 8    | Mikko Kolehmainen Olli Kolehmainen    | Finnland           | 1:32,57 min |
| 9    | Olivier Lasak Philippe Aubertin       | Frankreich         | 1:33,20 min |

#### Halbfinale 2
| Rang | Athleten                            | Nation           | Zeit        |
| ---- | ----------------------------------- | ---------------- | ----------- |
| 1    | Kay Bluhm Torsten Gutsche           | Deutschland      | 1:28,11 min |
| 2    | Maciej Freimut Wojciech Kurpiewski  | Polen            | 1:29,66 min |
| 3    | Jesper Staal Thor Nielsen           | Dänemark         | 1:30,02 min |
| 4    | Juan José Roman Juan Manuel Sánchez | Spanien          | 1:30,42 min |
| 5    | Romică Șerban Geza Magyar           | Rumänien         | 1:30,83 min |
| 6    | Ian Ferguson Paul MacDonald         | Neuseeland       | 1:31,02 min |
| 7    | José da Silva Joaquim Queiróz       | Portugal         | 1:32,33 min |
| 8    | Juraj Kadnár Róbert Erban           | Tschechoslowakei | 1:32,41 min |
| 9    | Kenneth Padvaiskas Jason Rusu       | Kanada           | 1:34,06 min |

### Finale
| Rang | Athleten                              | Nation             | Zeit        |
| ---- | ------------------------------------- | ------------------ | ----------- |
| 1    | Kay Bluhm Torsten Gutsche             | Deutschland        | 1:28,27 min |
| 2    | Maciej Freimut Wojciech Kurpiewski    | Polen              | 1:29,84 min |
| 3    | Antonio Rossi Bruno Dreossi           | Italien            | 1:30,00 min |
| 4    | Juan José Roman Juan Manuel Sánchez   | Spanien            | 1:30,93 min |
| 5    | Kalle Sundqvist Gunnar Olsson         | Schweden           | 1:31,48 min |
| 6    | Jesper Staal Thor Nielsen             | Dänemark           | 1:31,84 min |
| 7    | Ferenc Csipes Zsolt Gyulay            | Ungarn             | 1:32,34 min |
| 8    | Michael Harbold Peter Newton          | Vereinigte Staaten | 1:33,02 min |
| 9    | Serhij Kalesnik Anatoli Tischtschenko | Vereintes Team     | 1:33,76 min |